# Elsa Girardot
Elsa Girardot (Digione, 21 febbraio 1973 – Digione, 22 ottobre 2017) è stata una schermitrice francese, vincitrice di una medaglia di bronzo ai campionati mondiali di scherma.